# مهدی‌قلی‌خان مجدالدوله
مهدی‌قلی‌خان مجدالدوله (۱۲۳۰ – ۱۳۱۶) معروف به حاج مجدالدوله، پسرداییِ ناصرالدین‌شاه قاجار و پسرِ عیسی‌خان والی بود.

## زندگی
مجدالدوله پسر عیسی خان اعتمادالدوله، برادر مهدعلیا و دایی ناصرالدین شاه قاجار بود. مجدالدوله پسر دایی و از نزدیکان جدایی ناپذیر ناصرالدین‌شاه بود، به‌طوری‌که در هر سه سفر ناصرالدین‌شاه به اروپا او را همراهی کرد. در آخرین سفر، هنگام بازدید شاه از برج ایفل پاریس که به تازگی برای نمایشگاه بین‌المللی ساخته شده بود، به شاه گفته شد که یک ماجراجوی فرانسوی همان روز، به منظور ثبت رکورد، بدون تجهیزات از داربست‌های برج تا بالای آن صعود کرده‌است. به محض شنیدن این موضوع، مجدالدوله که در شمار همراهان شاه بود، کلاه و لباده را به کناری نهاد و به همان شکل از برج بالا رفت و رکورد مرد فرانسوی را شکست.

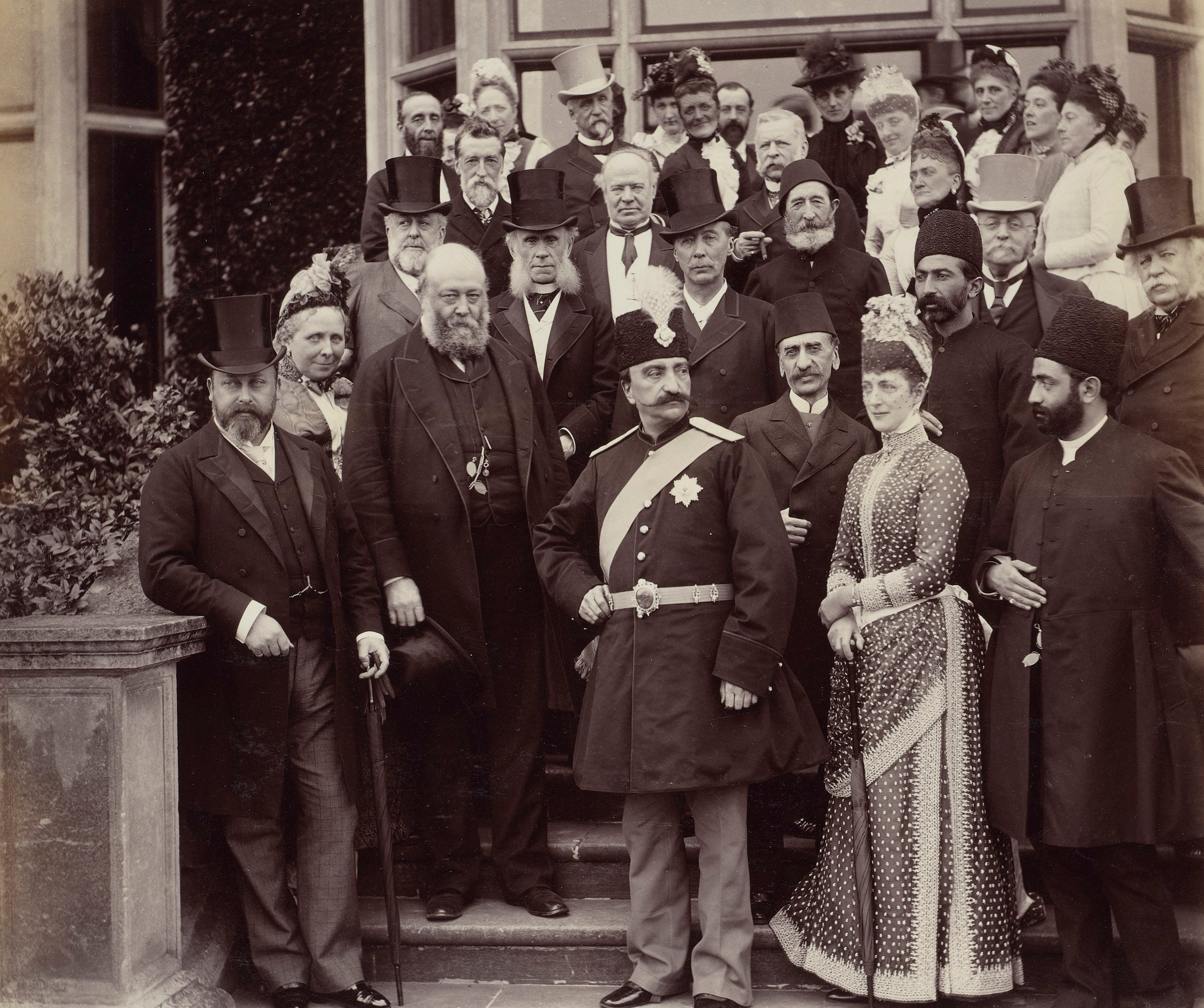
نگاره‌ای از ناصرالدین‌شاه در سفر سوم او به اروپا (۱۸۸۹) به همراه ادوارد هفتم (ایستاده سمت چپ) ولیعهد بریتانیا در آن زمان. در سمت راست ردیف جلو به ترتیب میرزا علی‌اصغر اتابک و الکساندرای دانمارک و پشت سر آن‌ها مجدالدوله دیده می‌شوند.

در دوران سلطنت احمدشاه قاجار، پس از فوت عضدالملک که نایب‌السلطنه شاه بود، برای جانشینی او از طرف قاجاریه نام سه نفر برده می‌شد که عبارت بودند از عبدالصمد میرزا عزالدوله پسر محمدشاه و برادر ناصرالدین شاه، مهدی‌قلی‌خان مجدالدوله و بالاخره احمدخان علاءالدوله داماد عضدالملک. در نهایت ذکاءالملک فروغی و گروهی دیگر از وکلای مجلس به تلاش افتادند و زمینه را برای ابوالقاسم خان ناصرالملک فراهم ساختند تا او در مهرماه ۱۲۸۹ خورشیدی با اکثریت ضعیفی در مجلس به نیابت سلطنت برگزیده شد.
مجدالدوله از شکارچیان ماهر بود و بیشتر اوقات خود را به شکار و سواری می‌گذرانید. او از بهترین تیراندازان روزگار خود بود و تا سنین بالا نیز مهارت خود را در تیراندازی و سواری حفظ کرد. وی در حالی که ۸۶ سال سن داشت، در خانهٔ خود بر اثر ایست قلبی درگذشت. او تا آخرین لحظه در سلامت جسمانی کامل قرار داشت، به طوری که صبح همان روز به همراه دخترش به سوارکاری رفته بود.
دوستعلی معیری می‌نویسد: «مجدالدوله در پیشگاه شهریاری [=ناصرالدین‌شاه] گستاخ بود و اغلب شاه را تو خطاب می‌کرد.» محمدحسن خان اعتمادالسلطنه در کتاب خاطرات خود به سختی از مجدالدوله انتقاد کرده‌است. چرچیل کارمند سفارت انگلیس در تهران، در گزارش‌های محرمانه خود می‌نویسد: «مجدالدوله حکومت نواحی ییلاقی شمیرانات را به عهده دارد و بخش قابل ملاحظه‌ای از املاک آن‌جا به او تعلق دارد.»
مجدالدوله بیست بار ازدواج کرد و همهٔ همسران او پیش از او از دنیا رفتند. نخستین همسرش فخرالدوله دختر ناصرالدین‌شاه بود. پس از او والیه دختر دیگر شاه را گرفت که به بیماری سل درگذشت. سپس با معصومه‌خانم دختر کامران میرزا ازدواج کرد که او نیز جوانمرگ شد. یکی دیگر از همسرانش دختر رکن‌الدوله (برادر ناصرالدین‌شاه) بود که او نیز بر اثر بیماری در سن جوانی فوت شد. مجدالدوله با خواهر علی خان ظهیرالدوله نیز ازدواج کرد که فرزند ارشدش، عیسی خان مجدالسلطنه، حاصل این ازدواج بود.

## نشان سنت ژرژ
وی در هر سه سفر ناصرالدین شاه به اروپا به عنوان پیشخدمت خاصه، با شاه به اروپا رفت. در یکی از این سفرها، ملکه ی انگلیس برنامه ی گردشی را در هایدپارک لندن تدارک دید و در روز مقرر، کالسکه ی هشت اسبه، ملکه انگلیس و شاهِ ایران را به گردش برد که مجدالدوله نیز به درخواست شاه، و برای همسخنی با او، با آن دو همراه شد. پس از مدت کمی که از آغاز این گردش گذشت، دو اسبی که پیش قراول کالسکه بودند، رَم کرده و دیگر اسب ها نیز، از آنان پیروی نمودند و در نتیجه، کنترل کالسکه، از دست کالسکه چی خارج گردید و در نهایت از روی کالسکه به زیر افتاد و اسب ها نیز با همان حالت ناهنجار، به مسیر خود ادامه دادند. در این موقع، مجدالدوله، از روی اسب های آخری، خود را به اسب های اولی رساند و با بهره گیری از مهارتی که در سوارکاری داشت، کالسکه را متوقف کرد. این مسئله، موجب شد تا هیئت وزیران انگلیس، بلافاصله برای تعیین پاداش مجدالدوله، که جان ملکه را نجات داده، وارد شور شود و پس از مشورت هایی که صورت گرفت، اعطای بالاترین نشان دولتی انگلستان موسوم به سن ژرژ، به عنوان پاداش مجدالدوله در نظر گرفته شد.

## نهضت مشروطه
با سلطنت محمدعلی شاه و آغاز دورانِ استبداد صغیر، مجدالدوله، با محمدعلی شاه همراه شد و پس از فتح تهران و فرار او، مجدالدوله نیز یکی از کسانی بود که دستگیر و راهی زندان و محکوم به اعدام شد. این خبر به پسران مجدالدوله داده شد. پسر بزرگ مجدالدوله فوراً به سفارت انگلستان رفت و خبر حکم اعدام مجدالدوله را به سفیر انگلیس داد. سفیر انگلیس بلافاصله شخصاً با عده ای سرباز هندی مسلح، به دیدن سپهسالار رفته و تقاضای استخلاص فوری مجدالدوله را نمود و سپهسالار او را تحویل کارکنان سفارت انگلیس داد.

## موقوفات
مهدی‌قلی‌خان، بانی مسجد مجدالدوله است.

## نگارخانه

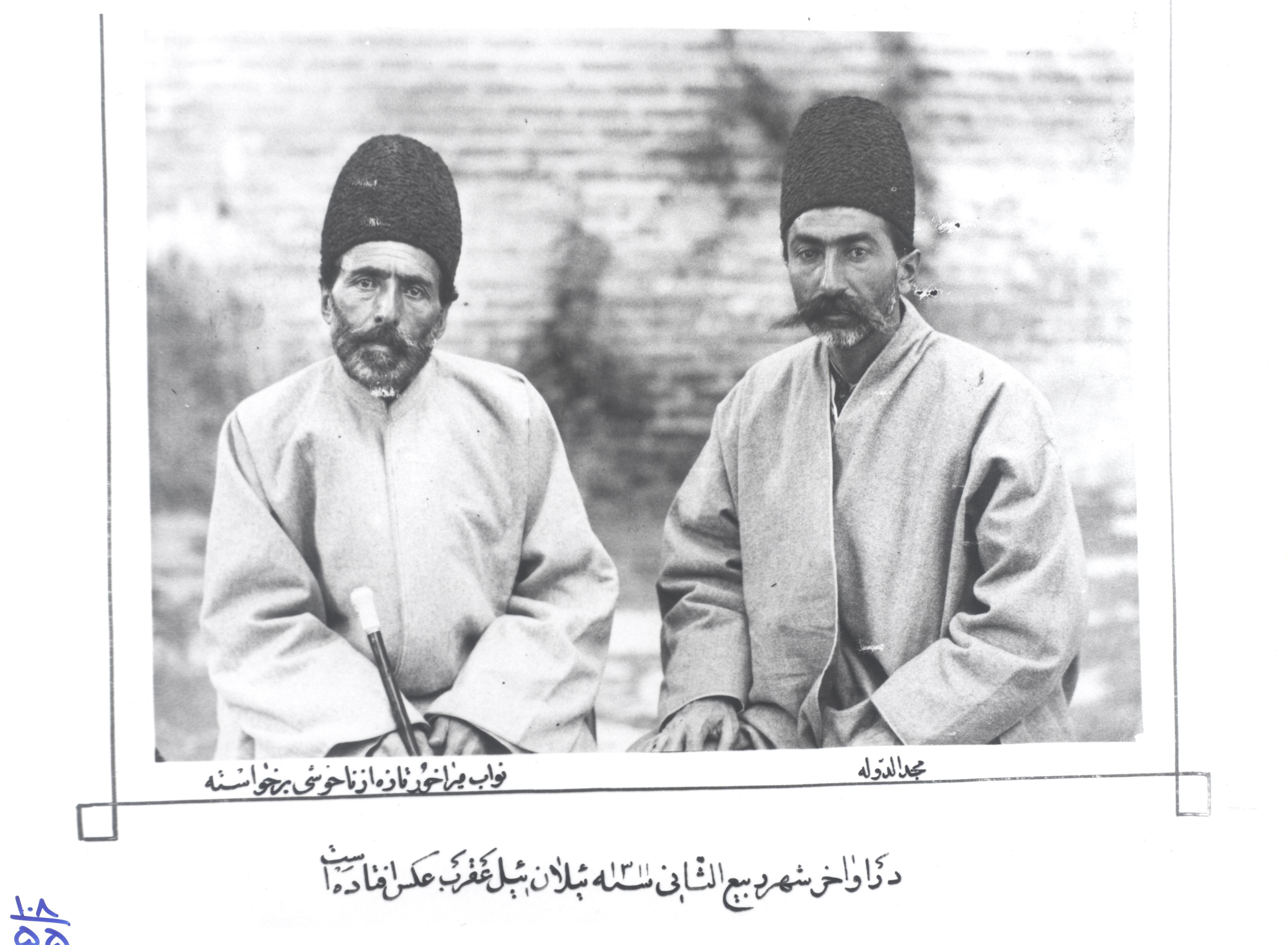
مجدالدوله و میرآخور در ۱۳۱۱ ق. (۱۲۷۲ خ.)
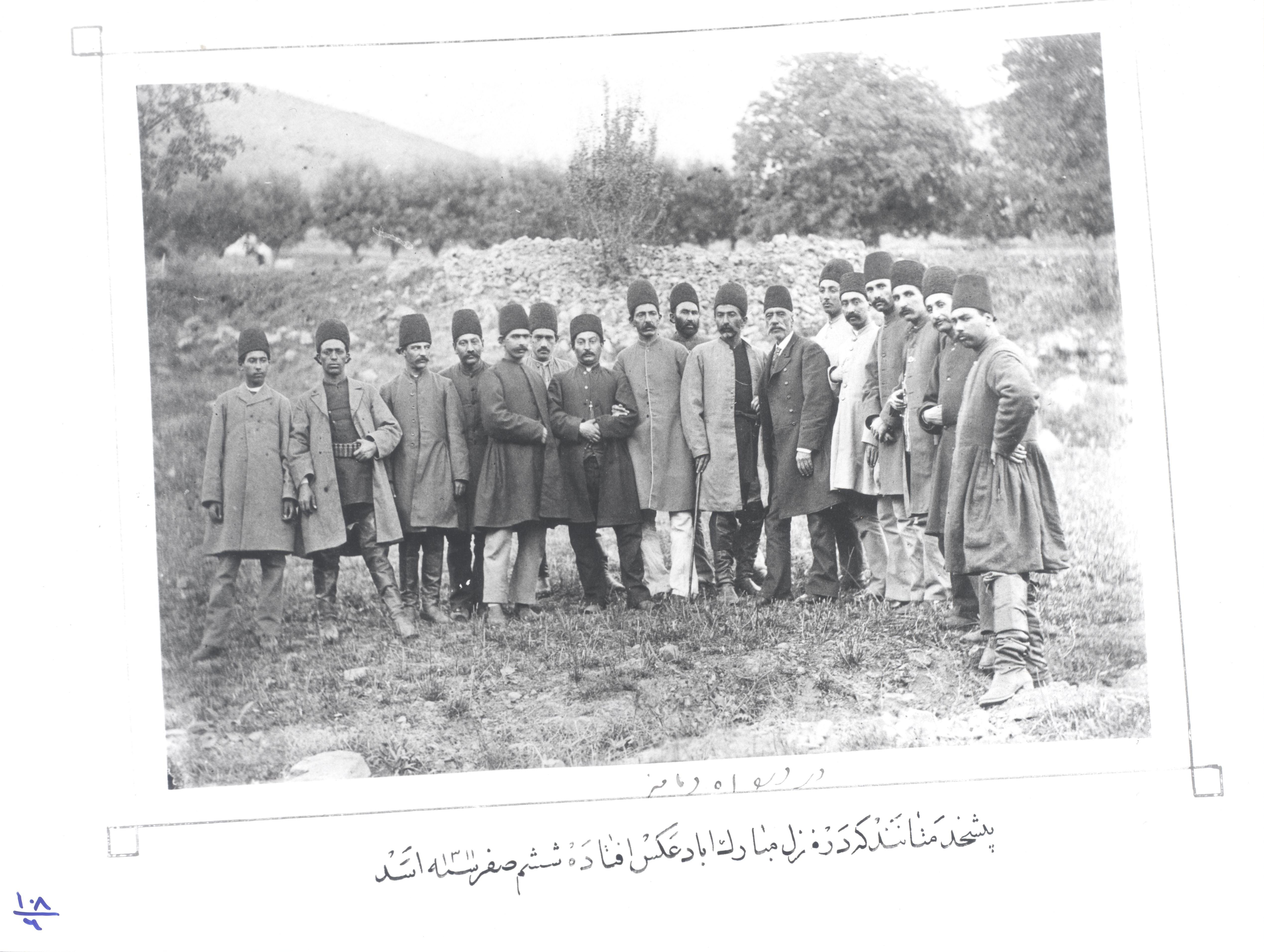
مجدالدوله نفر هشتم از راست، در میان پیشخدمتان ناصرالدین‌شاه (۱۲۷۲ خ. در دره آه)
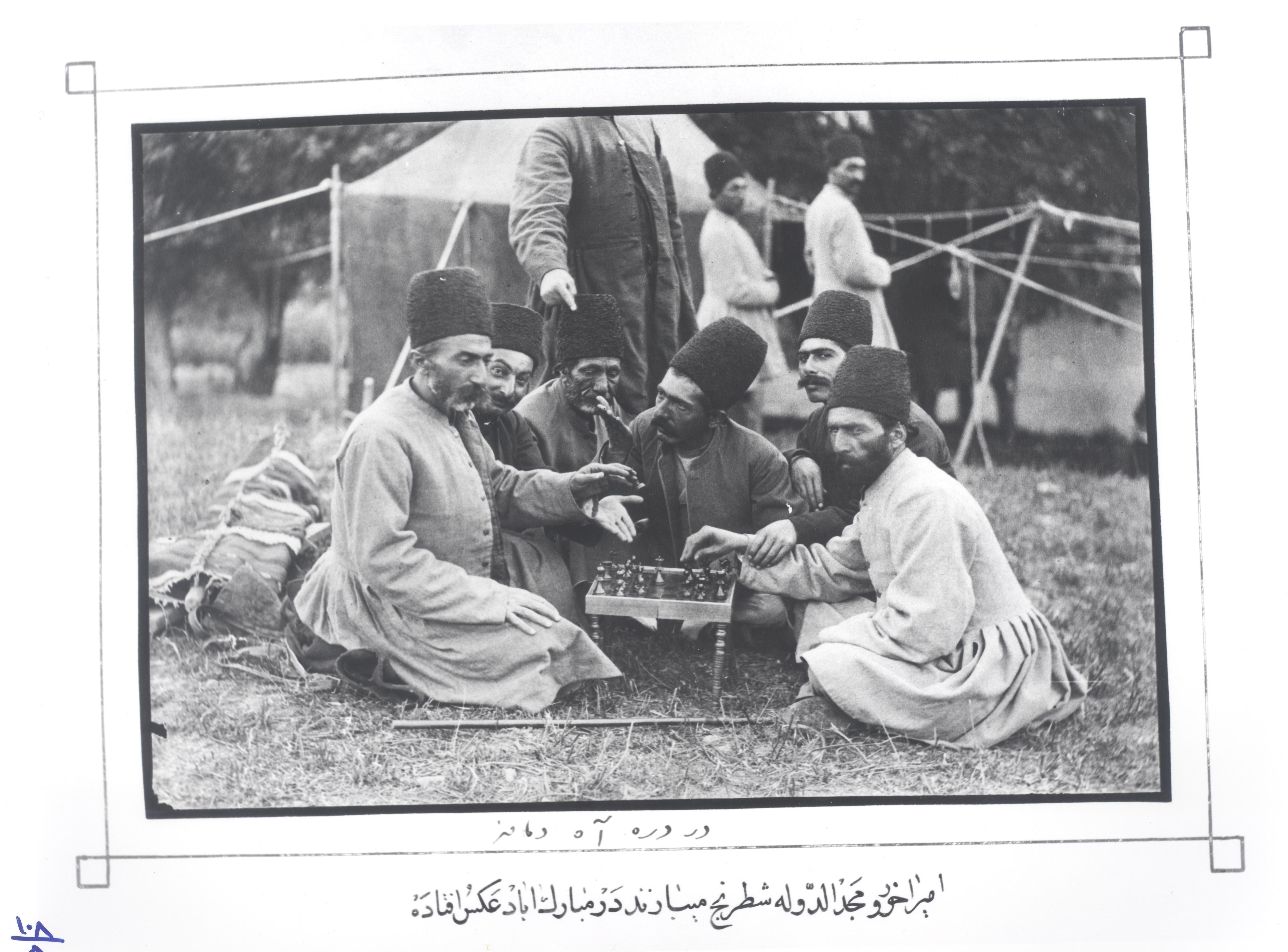
مجدالدوله در حال بازی شطرنج در دره آه ۱۲۷۲ خ.
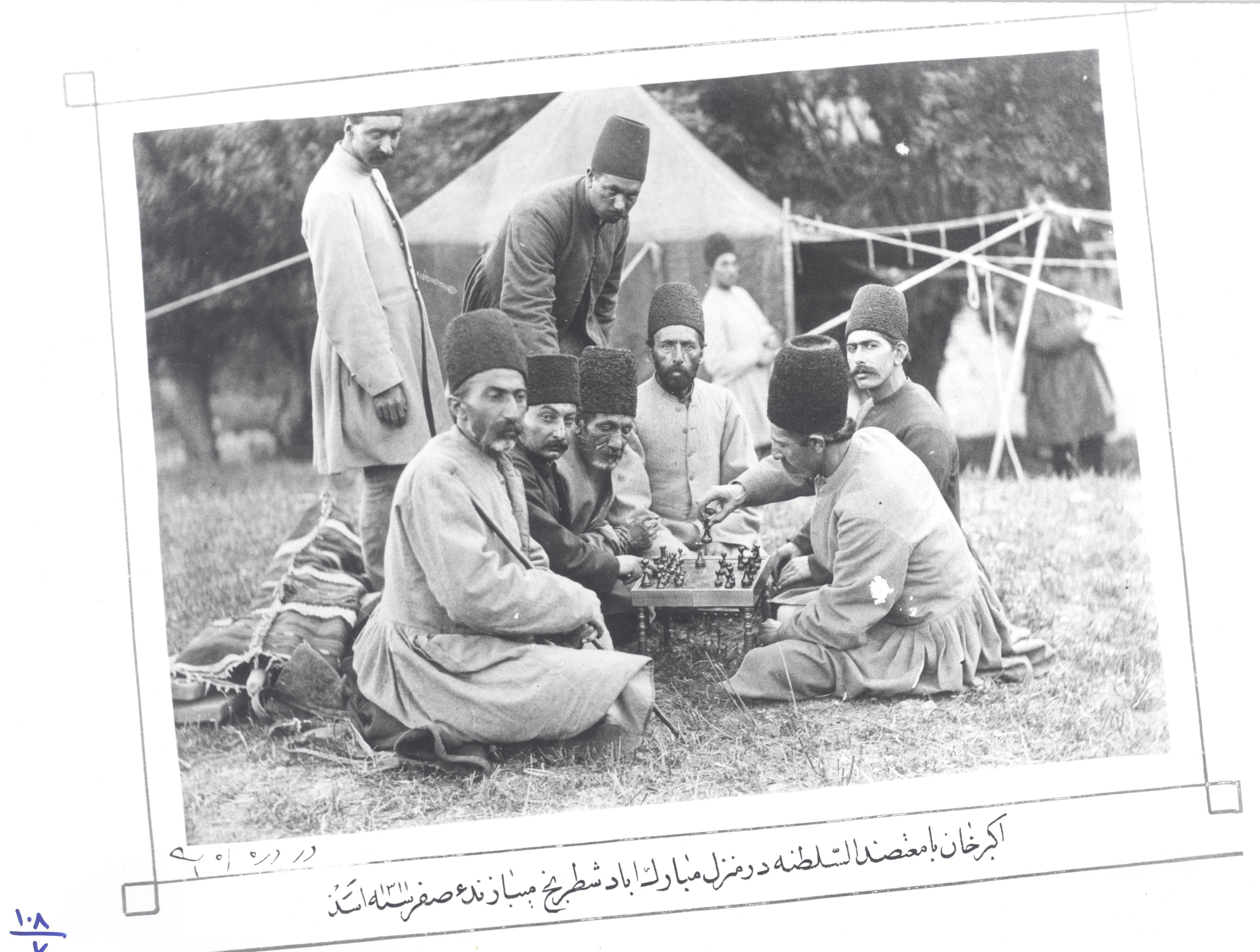
مجدالدوله نشسته نفر اول از چپ در دره آه ۱۲۷۲ خ.
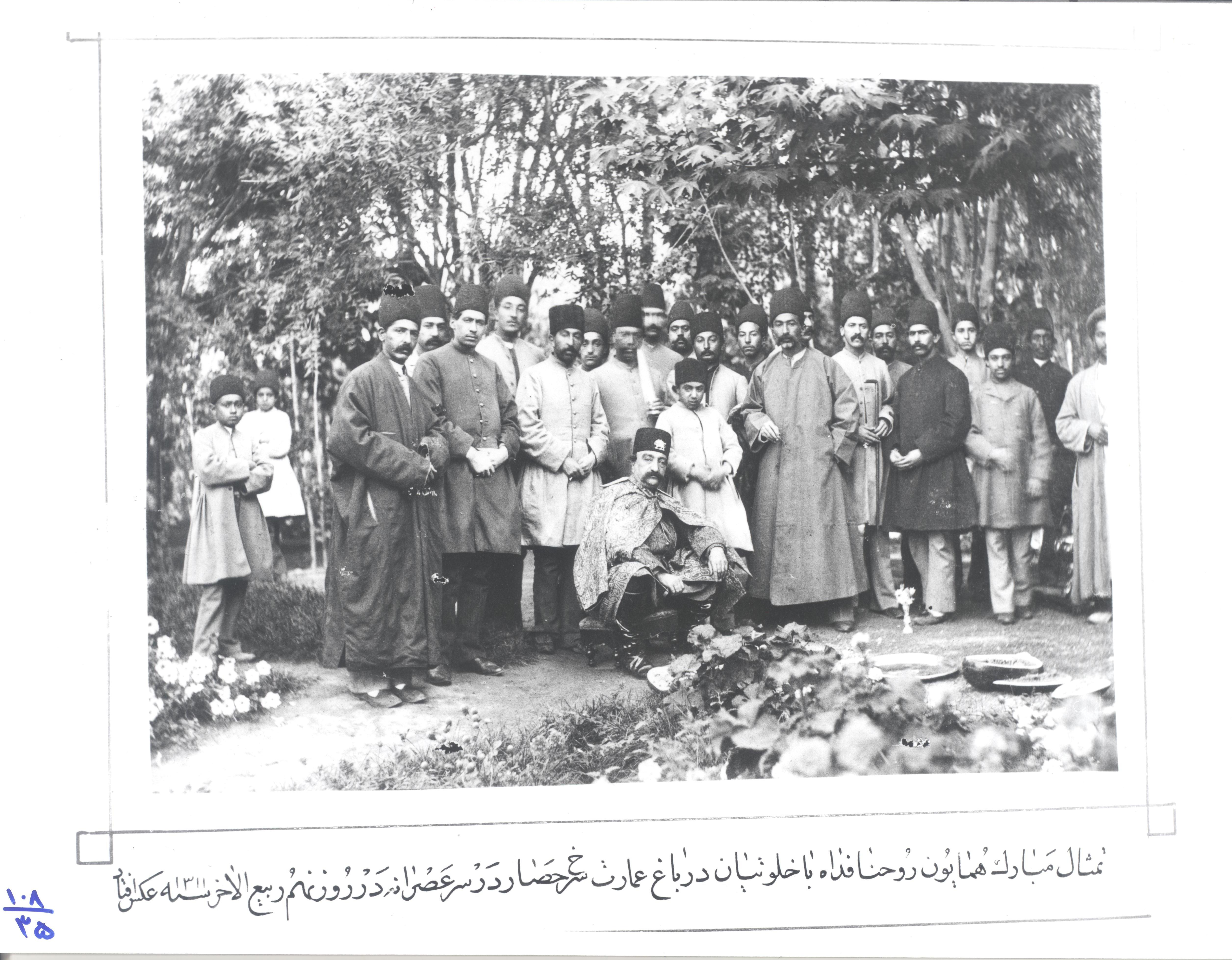
مجدالدوله دومین نفر در سمت راست ناصرالدین‌شاه، ۱۲۷۲ خ. در سرخه حصار
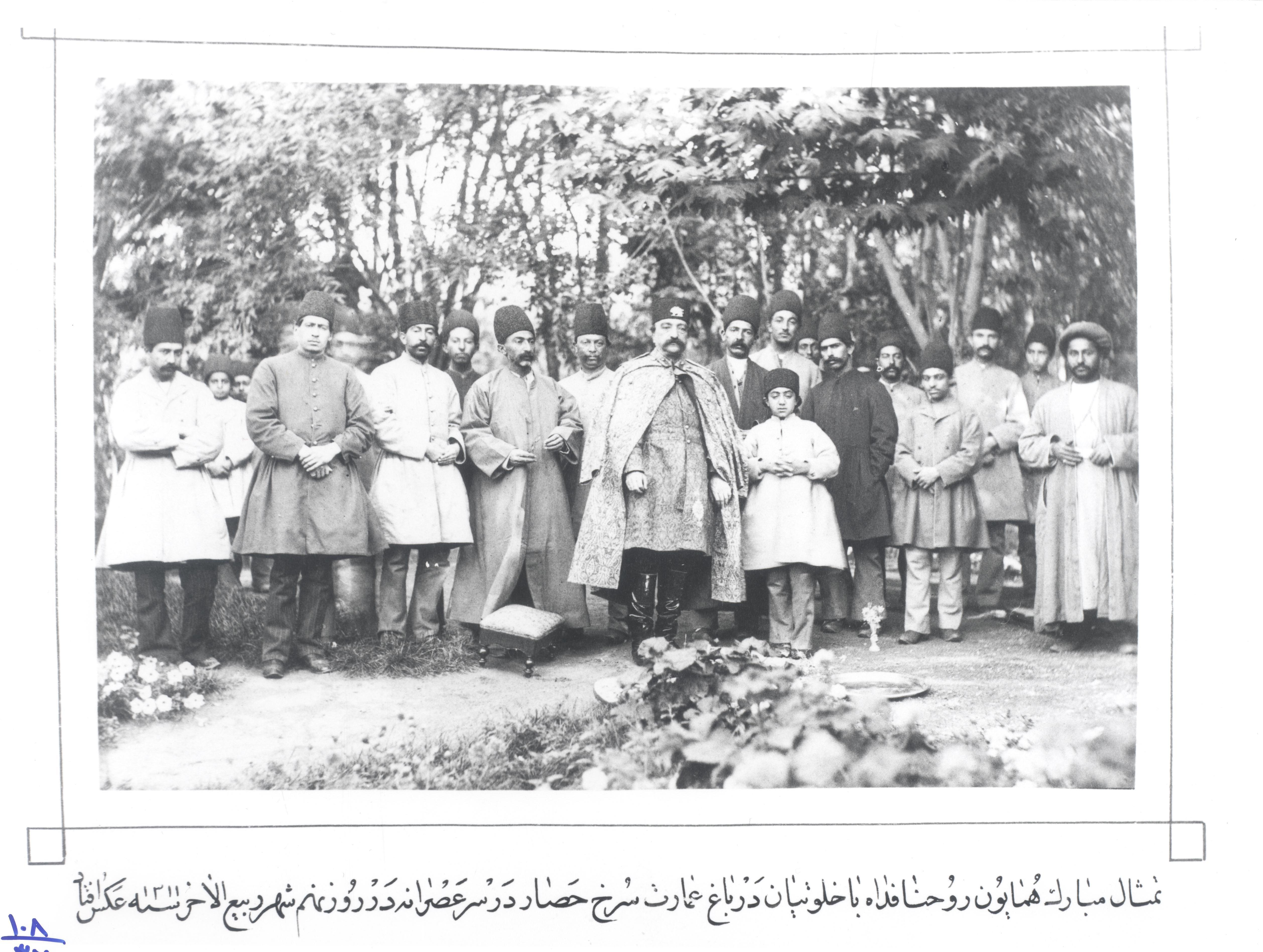
مجدالدوله نفر دوم در سمت چپ ناصرالدین‌شاه ۱۲۷۲ خ. سرخه حصار
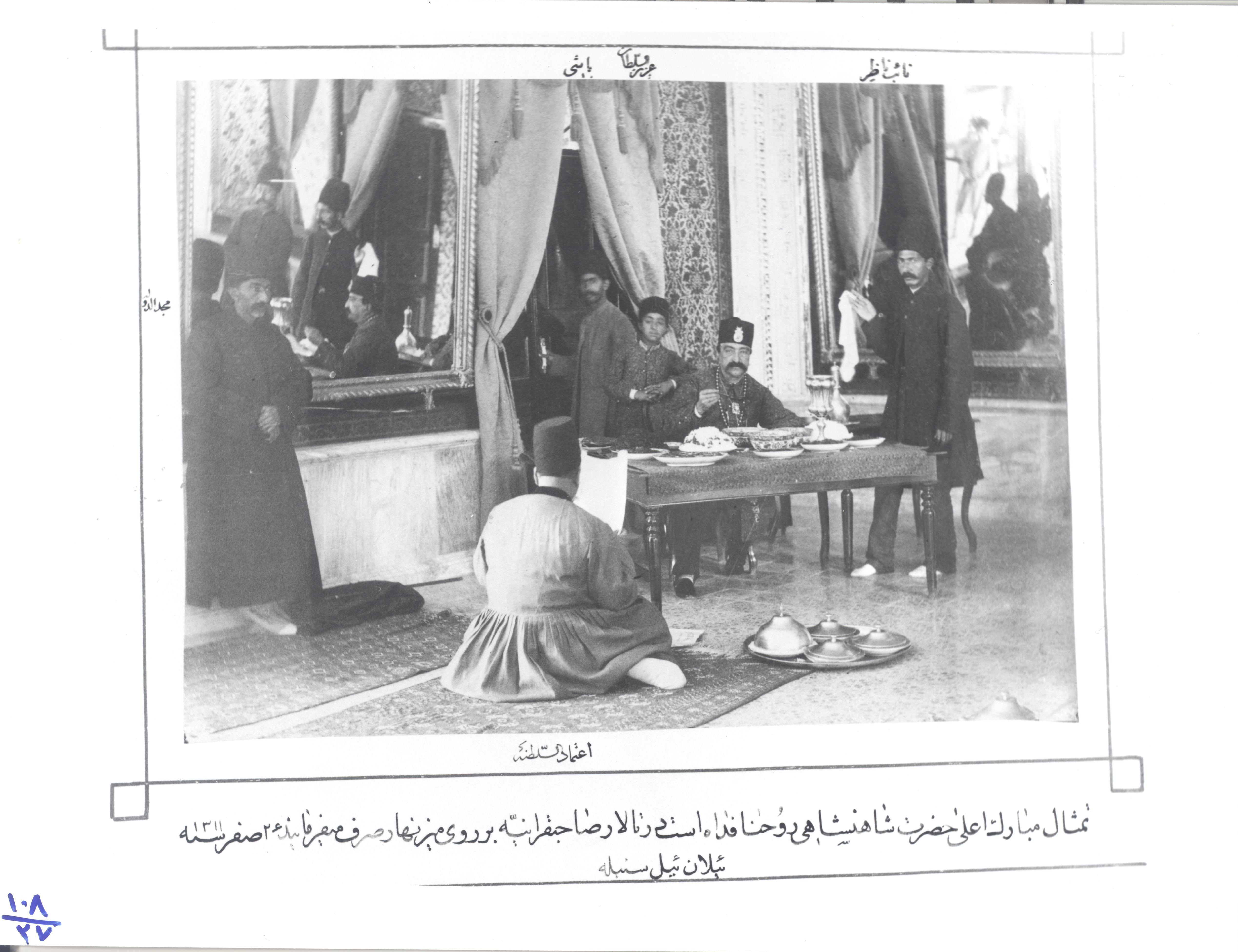
مجدالدوله در کاخ صاحبقرانیه هنگام ناهار شاه (۱۲۷۲ خ.)
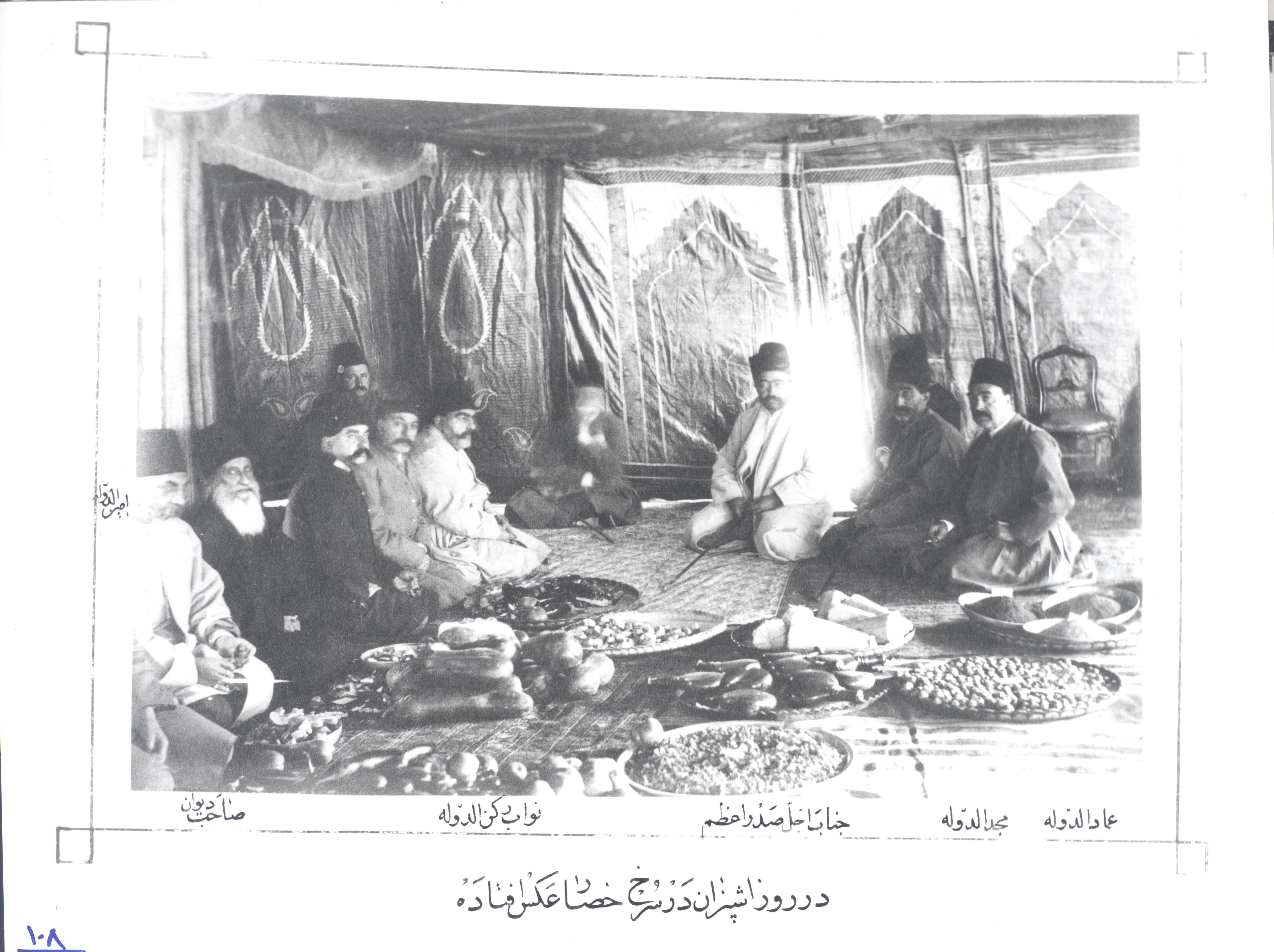
مجدالدوله در کنار صدراعظم در روز آشپزان در سرخ حصار (۱۲۷۲ خ.)